# Bhutanitis mansfieldi
Bhutanitis mansfieldi (лат.) — вид дневных бабочек из семейства парусники. Эндемик Китая (ограниченный ареал в провинциях Сычуань и Юньнань). Выделяют два подвида.

## Систематика
Описан в 1939 году Норманом Райли. Видовое название дано в честь эсквайра М. Дж. Мэнсфилда (M. J. Mansfield), который подарил Британскому музею естественной истории образец бабочки, на основание которого и было сделано первое научное описание данного вида.

### Подвиды[2]
- Bhutanitis mansfieldi mansfieldi — Типовая местность: Юньнань.
- Bhutanitis mansfieldi pulchristata — Типовая местность: Сычуань.

## Описание
Половой диморфизм не выражен и проявляется преимущественно в том, что размах крыльев у самок несколько больше, чем у самцов. Основной фон крыльев у обоих полов — тёмный, чёрно-бурый или черновато-коричневый с рядами чётких, волнистых светлых линий на передних и задних крыльях. На конце заднего крыла располагаются красные пятна, образующие полукруг, с чёрными и синими пятнами, образующими глазки. Нижние крылья с тремя хвостиками: латеральный (боковой) самый длинный, медиальные — более короткие. Нижняя сторона крыльев окрашена в серые цвета. Для жилкования крыльев характерно наличие 2 анальных жилок на переднем (одна из них рудиментарная) и одна на заднем крыле; центральная ячейка замкнута на обоих крыльях, занимает около 1/8 длины переднего. Радиальный ствол переднего крыла образует 5 ветвей; основание жилки М1 располагается в переднем углу центральной ячейки. Голова округлой формы, глаза голые. Усики булавовидные, относительно короткие, чёрного цвета. Все ноги у обоих полов полностью развиты и полностью функционируют при хождении. Брюшко длинное и узкое.

## Биология
Бабочки ведут исключительно дневной образ жизни. Держатся в верхушках деревьев, летая на высоте и крайне редко спускаются к земле. Полёт медленный, порхающий, плавный, с резкими изменениями направления полёта. Самка откладывает яйца на лету — зависая в воздухе либо присаживаясь на кормовое растение, не переставая при этом махать крыльями, подгибает брюшко и приклеивает яйцо на нижнюю сторону листьев либо на боковую поверхность веток.
Гусеницы питаются видами растений рода Кирказон (семейство Aristolochiaceae): Aristolochia moupinensis и Aristolochia griffithii.

## Замечания по охране
Внесён в перечень чешуекрылых, экспорт, реэкспорт и импорт которых регулируется в соответствии с Конвенцией о международной торговле видами дикой фауны и флоры, находящимися под угрозой исчезновения (СИТЕС). Несмотря на это, ежегодно вид незаконно массово отлавливается для продажи коллекционерам бабочек.
Главная угроза существованию вида — уничтожение природных мест обитания вида в ходе вырубки лесов.